# كوتن تيرني
كوتن تيرني (بالإنجليزية: Cotton Tierney)‏ هو لاعب كرة قاعدة أمريكي، ولد في 10 فبراير 1894 في كانساس سيتي في الولايات المتحدة، وتوفي بنفس المكان في 18 أبريل 1954.

## وصلات خارجية
- كوتن تيرني على موقعبيزبول رفرنس.كوم (الدوري الرئيسي) (الإنجليزية)
- كوتن تيرني على موقعبيزبول رفرنس.كوم (الدوري الثانوي) (الإنجليزية)